# Bernardino Bonaparte Soares
Bernardino Bonaparte Soares († 8. Dezember 1975 in Dili, Osttimor), Kampfname Goinxet, war ein osttimoresischer Unabhängigkeitsaktivist.
Bonaparte war in der Zeit nach der Nelkenrevolution in Portugal (1974/75) Mitglied der linksgerichteten FRETILIN und, wie seine Schwester Rosa Bonaparte, Mitglied des Zentralkomitees (CCF) der osttimoresischen Partei. Bernardino wurde Leiter der Jugendorganisation der Partei, OPJT (Organização Popular da Juventude Timorense). Von der Informationsabteilung der FRETILIN wurde Bonaparte zum Ansprechpartner, Führer und Übersetzer für ausländische Journalisten, wie der Australierin Jill Jolliffe ernannt. Bonaparte sprach gut Englisch.
Am 28. November 1975 rief die FRETILIN einseitig die Unabhängigkeit Osttimors von der Kolonialmacht Portugal aus. Am 7. Dezember landeten indonesische Truppen in Dili (Operation Seroja) und besetzten das Land. Bonaparte wurde lebend das letzte Mal am 8. Dezember auf der Werft von Dili gesehen, wo die Indonesier zahlreiche Menschen hinrichteten und die Toten ins Wasser warfen. Auch seine Schwester Rosa gehört zu den dortigen Opfern.
Postum wurde Bonaparte 2006 mit dem Ordem de Dom Boaventura ausgezeichnet.